# Louise de Grande-Bretagne (1749-1768)
Pour les articles homonymes, voir Louise de Grande-Bretagne.
Ne doit pas être confondu avec Louise du Royaume-Uni.
La princesse Louise de Grande-Bretagne (Louise-Anne; 19 mars 1749 – 13 mai 1768) est une petite-fille du Roi George II et sœur du Roi George III.

## Biographie

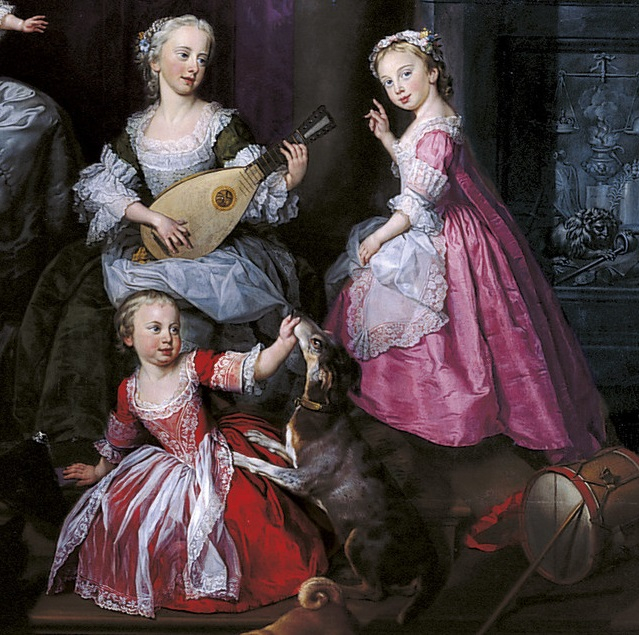
Louisa (à droite) avec sa sœur aînée Elizabeth (à gauche) et son jeune frère Frédéric (ci-dessous) dans un portrait de la famille de 1751.

Louise est née le 19 mars 1749, à Leicester House, Westminster, Londres, et est baptisée le 11 avril. Elle est la fille de Frédéric, Prince de Galles, fils aîné de Georges II et de Caroline d'Ansbach et d'Augusta de Saxe-Gotha-Altenbourg. Ses parrains sont son oncle paternel Frédéric II de Hesse-Cassel et ses tantes, la reine de Danemark et la Princesse d'Orange, qui sont tous représentés par procuration. Elle aurait été proche de sa sœur Caroline Mathilde, qui est à peu près le même âge et grandit avec elle.

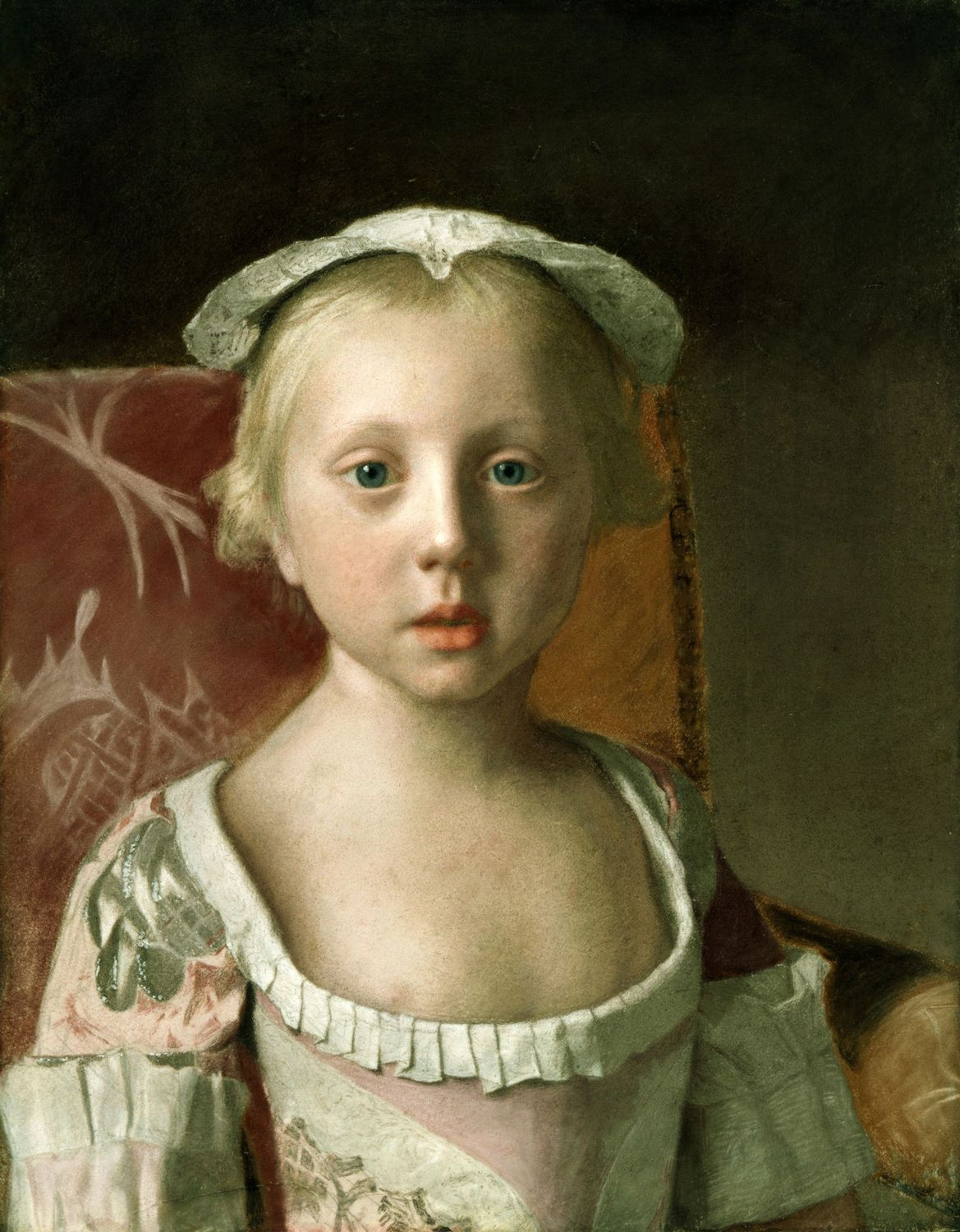
Portrait de Louise de Jean-Étienne Liotard, 1754

Elle est de santé délicate tout au long de sa vie. Selon Walpole, elle "n'est jamais apparu plus qu'une enfant de treize ou quatorze ans en mauvaise santé".
En 1764, les négociations sont menées entre les Britanniques et les danois pour un mariage entre l'héritier du trône danois et une princesse britannique. Le mariage est considéré comme approprié dans l'état et accueilli par les deux maisons, comme il y a peu de maisons royales protestantes. Louise est initialement le premier choix, mais le représentant du Danemark à Londres, le comte von Bothmer, est informé de sa faible constitution, c'est sa plus jeune sœur Caroline Mathilde qui est choisie pour le mariage à la place. Le mariage a été annoncé en Grande-Bretagne le 10 janvier 1765.
La même année, 1764, elle reçoit une proposition du beau-frère de son frère, Adolphe-Frédéric IV de Mecklembourg-Strelitz, mais les négociations sont de nouveau découragés en raison de son état de santé.
Apparemment, le temps que sa sœur Caroline Mathilde quitte la Grande-Bretagne, pour le Danemark, en 1766, la santé de Louise s'est dégradée en raison de l'avancement de la tuberculose, qui la rend finalement invalide.
Elle est morte à Carlton House, à Londres, le 13 mai 1768, célibataire et sans descendance, à l'âge de 19 ans.